# Vertumne

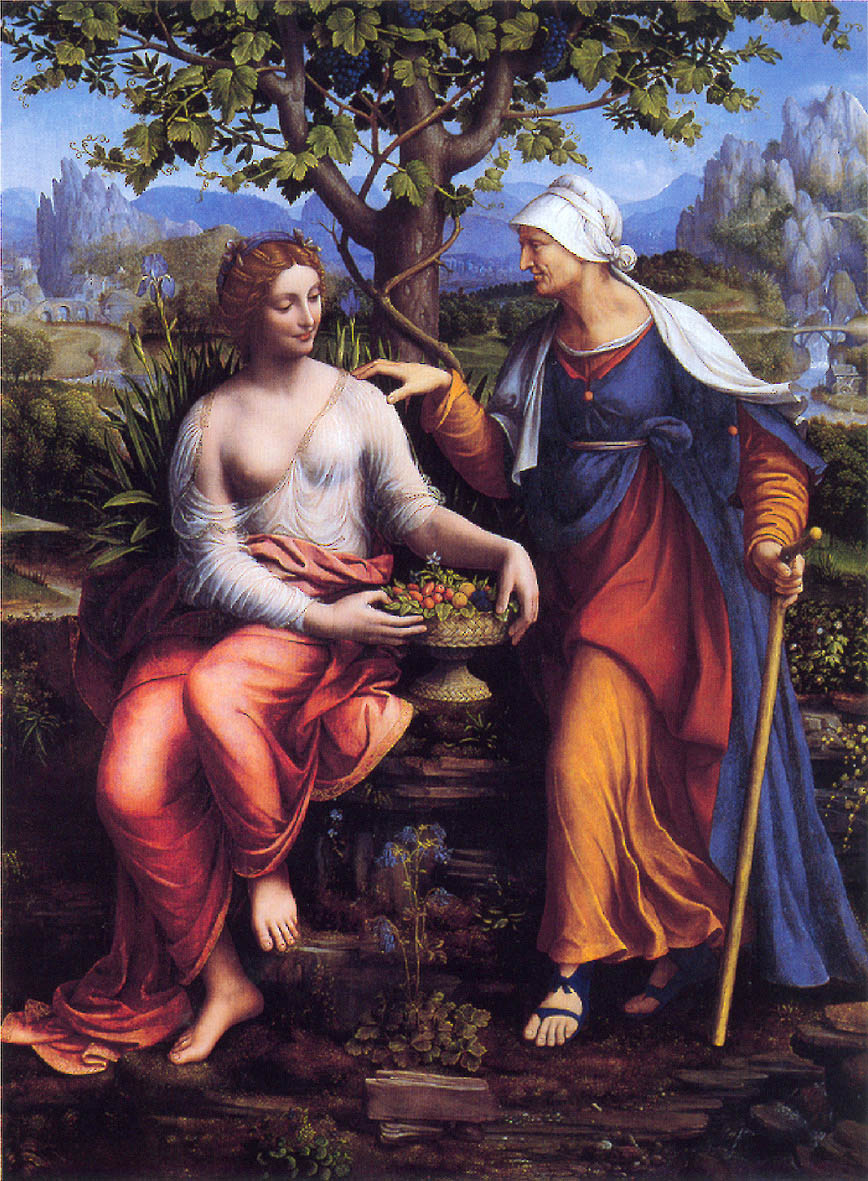
Vertumne i Pomona, de Francesco Melzi. Gemäldegalerie (Berlín)

Vertumne, va ser una divinitat venerada pels etruscs i pels romans. El seu nom en etrusc era Veltumna o Voltumna; en llatí Vertumnus o Vortumnus. El principal atribut va ser el de presidir els canvis estacionals de la natura.

## Característiques
Personificava el control del pas del temps i les mutacions, la noció del canvi d'estacions i, a més, presidia la maduració dels fruits. Se li atribuïa el do de transformar-se en qualsevol forma que desitgés. El seu nom deriva de la mateixa arrel indoeuropea present en el verb llatí vertere que implica els significats («girar, canviar») i està en relació amb el terme sànscrit vártate, del mateix significat.

## Origen i mitologia
Probablement va ser un rei d'Etrúria que, a causa de la cura que havia realitzat amb fruits i plantes dels jardins, va ser elevat a déu després de la seva mort. El seu culte va passar dels etruscs als romans, on va ser considerat com el déu dels jardins i dels horts. Les seves competències diferien de les de Príap, ja que s'encarregava principalment de la fecunditat de la terra, de la germinació de les plantes, de la seva floració i de la maduració dels fruits.
Per tenia el privilegi de poder canviar de forma al seu grat, va fer servir aquest recurs amb el propòsit de fer-se estimar per la nimfa Pomona, que va ser la seva esposa. Aquesta feliç i immortal parella envelleix i es rejoveneix de manera periòdica sense morir mai.
En aquesta faula l'al·legoria és clara, ja que es tracta del cicle anual i de la successió ininterrompuda de les estacions. Ovidi recolza aquesta concepció de Vertumne i diu que aquest déu va anar prenent progressivament la figura d'un llaurador, d'un segador, d'un vinyataire, i finalment d'una vella dona, designant així la primavera l'estiu, la tardor i l'hivern.

## Culte
El Veltumna etrusc fou protector de la ciutat de Volsinii, on li van dedicar un santuari que era lloc de reunió dels etruscs anomenat Fanum Voltumnae. Es tractava potser d'un epítet o d'un aspecte del déu Tínia (equivalent al Júpiter dels romans) i davant del qual es feien juraments solemnes.
Després de la destrucció de Volsinii el 264 aC el déu fou transferit a Roma (ritus de l'evocatio) i li van construir un temple a l'Aventí. A més tenia una estàtua de bronze, obra de l'escultor Mamurius Veturius, al fòrum Romà prop del vicus Tuscus on començava el mercat perquè el déu tingués cura de les llegums i de les fruites. Era representat amb la cara d'un home jove amb una corona d'herbes de diferents espècies, tenint a la mà esquerra fruites, i a la dreta el corn de l'abundància.
Les festes en el seu honor, la Vertumnàlia, se celebraven el 13 d'agost.